# 클로이 (영화)
《클로이》(Chloe)는 프랑스에서 제작된 아톰 에고이안 감독의 2009년 드라마, 스릴러 영화이다. 줄리안 무어 등이 주연으로 출연하였고 제프리 클리포드 등이 제작에 참여하였다.
혼재된 비평에도 불구하고 클로이는 에고이안 감독이 제작한 영화 가운데 가장 많은 수익을 거두었다.

## 시놉시스
남편  데이빗의 외도가 의심되자 캐서린은 우연히 만난 매혹적인 젊은 여자 클로이에게 남편을 유혹해달라 부탁하고 남편 데이빗을 시험에 들게 한다. 질투심에 사로잡혀 충동적인 일을 저지르게 된 캐서린은 이내 자신과 가족들이 클로이의 뒤틀린 욕망의 덫에 갇혔다는 것을 깨닫게 된다.

## 출연

### 주연
- 줄리안 무어 - 캐서린 역
- 리암 니슨 - 데이비드 역
- 아만다 사이프리드 - 클로이 역

### 조연
- 니나 도브레브 - 안나 역
- 맥스 티에리옷 - 마이클 역

## 기타
- 라인프로듀서: 스티븐 트레이너
- 협력프로듀서: 엘리 벨
- 협력프로듀서: 에린 크레시다 윌슨
- 미술: 필립 바커
- 세트: 짐 램비
- 의상: 데브라 핸슨
- 배역: 조안나 콜버트
- 배역: 리처드 멘토

## 홈 미디어
클로이는 2010년 7월 13일 미국에서 DVD와 블루레이 디스크로 출시되었다. 이 디스크에는 오디오 주해, 삭제된 장면이 포함되어 있다.
클로이의 DVD와 블루레이가 출시된지 수개월 뒤 에고이안 감독은 클로이가 자신의 영화 작품 중 가장 많은 수익을 거두었다고 언급하였다.